# Aly Seydouba Soumah
Pour les articles homonymes, voir Soumah.
Aly Seydouba Soumah, est un homme politique guinéen.
Ministre de l'énergie, de l'hydraulique et des hydrocarbures au sein du gouvernement dirigé par Bernard Goumou du 20 août 2022 au 19 février 2024.
Le 12 septembre 2024, il est nommé conseiller chargé des questions d'énergie à la présidence de la république de Guinée.

## Biographie

### Etudes
Aly Seydouba Soumah obtient ses baccalauréats de première et deuxième parties à Conakry, au lycée Donka de la commune de Dixinn en 1992 et 1993.
Il fréquente l’université Gamal Abdel Nasser de Conakry entre 1995 et 1999, d'où il fait des études universitaires générales en économie avant de recevoir sa licence en comptabilité et des études supérieures en comptabilité et gestion à l'université de Conakry.
En 2002, il bénéficier d'une nouvelle distinction du centre national de formation et de perfectionnement professionnels de Conakry, cette fois pour son premier cycle de prix 2000 en finances publiques et écriture Administrative.[incompréhensible]
En 2016, à l’institut supérieur de management de Dakar (ISM), au Sénégal où il décroche d’abord un master 2 en expertise et conseil fiscal. En 2017, Aly Seydouba Soumah, il décroche un master 2 en ingénierie financière.
De Dakar, il part au Canada où il décroche un MBA dans la filière maîtrise en gestion des organisations en 2018.

## Parcours professionnel
Alya Seydouba Soumah devient auditeur de 1999 à 2001 au cabinet d’expertise comptable et commissariat aux comptes de Tafsir audit et conseils, il officie comme auditeur interne du 1er février au 31 août 2001 pour le programme intégré pour le développement des entreprises (PRIDE-Finances).
Occupant le poste de chef de section comptabilité et finances du 1er septembre 2001 au 28 février 2004, au compte du projet d’appui au développement rural en Basse Guinée, il est nommé chef de brigade, section prestation de services de 2016 à 2021. À ce poste, il se charge de la vérification générale de la comptabilité des entreprises comme anglogold ashanti de Guinée (SAG), la société navale de Guinée, Ecobank, la CBG, UGAR, port autonome de Conakry, Mouna group technology, Bolloré Africa Logistic.
Avant d'être ministre, il était depuis 2021 chef de secteur commerce, vérification de la comptabilité à la direction nationale des impôts de la Guinée.
Il est nommé par décret le 20 août 2022 Ministre de l'Urbanisme, de l'Habitat et de l'Aménagement du Territoire en remplacement d'Ibrahima Abé Sylla,.
Le 19 février 2024, le gouvernement Bernard Goumou dont il est membre est dissout par le Comité national du rassemblement pour le développement (CNRD).
Le 12 septembre 2024, il est nommé conseiller chargé des questions d'énergie à la présidence de la république de Guinée en remplacement de Sékou Sanfina Diakité.